# 國際虛擬航空組織
國際航空網絡組織（International Virtual Aviation Organisation，IVAO，读作I-VA-O），是一個利用網路平台為各種模擬飛行軟體提供服務的組織。在這平台上，無論是機師，航空管制員，都會以真實世界中的規定來提供服務／使用這平台，以符合國際虛擬航空組織的格言："就如真的那樣 As real As it gets"。IVAO以模拟民用航空为主，但也可以模拟真实世界中其他的航空类型。这些活动包括但不仅限于，警用飞行，搜救飞行，军事和准军事飞行活动，被称作特殊飞行。但是禁止模拟或牵扯进入真实世界中的种族、政治或者宗教问题和冲突、任何种类的侵略或战争。

## 歷史
最初，利用網路平台把模擬飛行連線，是在1990年代中期開始興起的，由Jason Grooms、James Willan、Joe Jurecka 以及 Marty Bochane 共同開發了名為SquawkBox 的連線用軟體，以及用在管制的軟體ProController。這兩個軟體會連到一個名為FSD的平台上而組成一個位於電腦網路上的天空。
利用這些軟體，SATCO（即現在的VATSIM）成為第一個提供大型網路平台給予各種模擬飛行軟體提供服務的組織。在1998年12月16日，由於SATCO中有一部份管理層與其他管理層之間不能產生共識，所以有一部份管理層宣佈離開SATCO，組成一個新的組織，那就是IVAO。
在2005年後期，IVAO的管理層產生不和，導致大部份管理層以及所有會員移到去IVAO.aero.去。而前主席則保留IVAO.ORG的域名。
IVAO.aero的管理局決定把IVAO註冊為非牟利組織，而在2007年4月25日，IVAO正式在比利時註冊為非牟利組織。

## 成員國/地區分部
截至2022年6月，國際虛擬航空組織共有來自全球56個成員國/地區分部。
| 阿尔及利亚   | 阿根廷     | 阿鲁巴   |                |
| 奥地利       | 白俄羅斯   | 比利时   | 巴西           |
| 保加利亚     | 加拿大     | 智利     | 中华人民共和国 |
| 哥伦比亚     | 捷克       | 丹麦     |                |
| 埃及         | 芬兰       | 法國     | 法屬玻里尼西亞 |
| 德国         | 希腊       | 香港     | 匈牙利         |
| 印度         | 印度尼西亞 | 伊朗     | 愛爾蘭         |
| 以色列       | 義大利     | 科威特   | 馬爾他         |
| 墨西哥       | 摩洛哥     | 荷蘭     |                |
| 新喀里多尼亞 | 新西兰     | 挪威     | 波蘭           |
| 葡萄牙       | 羅馬尼亞   | 俄羅斯   | 沙烏地阿拉伯   |
| 塞内加尔     | 塞爾維亞   | 斯洛伐克 | 斯洛維尼亞     |
| 南非         | 西班牙     | 苏丹     | 瑞典           |
| 瑞士         | 叙利亚     | 泰國     | 突尼西亞       |
| 土耳其       | 乌克兰     | 阿联酋   | 英国           |
| 美国         | 委內瑞拉   | 中華民國 |                |

2022年6月目前分部狀態
| (DZ) Algeria Division 阿爾及利亞分部 （页面存档备份，存于）                               | (AO) Angola Division 安哥拉分部 （页面存档备份，存于）                                    |
| (AR) Argentina Division 阿根廷分部 （页面存档备份，存于）                                 | (AT) Austria Division 奧地利分部 （页面存档备份，存于）                                   |
| (XB) BELUX Region Division BELUX 地區分部 （页面存档备份，存于）                          | (BO) Bolivia Division 玻利維亞分部 （页面存档备份，存于）                                 |
| (BR) Brazil Division 巴西分部 （页面存档备份，存于）                                      | (XS) Central America Region Division 中美洲地區分部 （页面存档备份，存于）                |
| (CL) Chile Division 智利分部 （页面存档备份，存于）                                       | (CO) Colombia Division 哥倫比亞分部 （页面存档备份，存于）                                |
| (HR) Croatia Division 克羅地亞分部 （页面存档备份，存于）                                 | (CU) Cuba Division 古巴分部 （页面存档备份，存于）                                        |
| (CZ) Czech Republic Division 捷克分部 （页面存档备份，存于）                              | (XC) Dutch Caribbean MCD Division 荷蘭加勒比地區MCD分部 （页面存档备份，存于）            |
| (DO) Dominican Republic Division 多明尼加共和國分部 （页面存档备份，存于）                | (EG) Egypt Division 埃及分部 （页面存档备份，存于）                                       |
| (EC) Ecuador Division 厄瓜多爾分部 （页面存档备份，存于）                                 | (FR) France Division 法國分部 （页面存档备份，存于）                                      |
| (XG) GCC Region Division 海合會地區分部 （页面存档备份，存于）                            | (GE) Georgia Division 喬治亞分部 （页面存档备份，存于）                                   |
| (DE) Germany Division 德國分部 （页面存档备份，存于）                                     | (GR) Greece Division 希臘分部 （页面存档备份，存于）                                      |
| (HU) Hungary Division 匈牙利分部 （页面存档备份，存于）                                   | (IN) India Division 印度分部 （页面存档备份，存于）                                       |
| (ID) Indonesia Division 印度尼西亞分部 （页面存档备份，存于）                             | (IR) Iran Division 伊朗分部 （页面存档备份，存于）                                        |
| (IT) Italy Division 義大利分部 （页面存档备份，存于）                                     | (XY) Malaysia and Singapore MCD Division 馬來西亞和新加坡 MCD 分部 （页面存档备份，存于） |
| (MX) Mexico Division 墨西哥分部 （页面存档备份，存于）                                    | (XE) East Asia Region Division 東亞地區分部 （页面存档备份，存于）                        |
| (XM) Middle East Region Division 中東地區分部 （页面存档备份，存于）                      | (MA) Morocco Division 摩洛哥分部 （页面存档备份，存于）                                   |
| (XA) North America Region Division 北美地區分部 （页面存档备份，存于）                    | (XN) Nordic Region Division 北歐地區分部 （页面存档备份，存于）                           |
| (XO) Oceanic Region Division 大洋洲分部 （页面存档备份，存于）                            | (NL) Netherlands Division 荷蘭分部 （页面存档备份，存于）                                 |
| (PE) Peru Division 秘魯分部 （页面存档备份，存于）                                        | (PL) Poland Division 波蘭分部 （页面存档备份，存于）                                      |
| (PT) Portugal Division 葡萄牙分部 （页面存档备份，存于）                                  | (RO) Romania Division 羅馬尼亞分部 （页面存档备份，存于）                                 |
| (XR) Eastern Europe and Northern Asia Division 東歐和北亞分部 （页面存档备份，存于）      | (SA) Saudi Arabia Division 沙特阿拉伯分部 （页面存档备份，存于）                          |
| (SN) Senegal Division 塞內加爾分部 （页面存档备份，存于）                                 | (SK) Slovakia Division 斯洛伐克分部 （页面存档备份，存于）                                |
| (SI) Slovenia Division 斯洛文尼亞分部 （页面存档备份，存于）                              | (ES) Spain Division 西班牙分部 （页面存档备份，存于）                                     |
| (XZ) Southern Africa Region Division 南非地區分部 （页面存档备份，存于）                  | (SD) Sudan Division 蘇丹分部 （页面存档备份，存于）                                       |
| (CH) Switzerland Division 瑞士分部 （页面存档备份，存于）                                 | (TH) Thailand Division 泰國分部 （页面存档备份，存于）                                    |
| (TN) Tunisia Division 突尼斯分部 （页面存档备份，存于）                                   | (TR) Turkey Division 土耳其分部 （页面存档备份，存于）                                    |
| (XU) United Kingdom and Ireland MCD Division 英國和愛爾蘭 MCD 分部 （页面存档备份，存于） | (UA) Ukraine Division 烏克蘭分部 （页面存档备份，存于）                                   |
| (UY) Uruguay Division 烏拉圭分部 （页面存档备份，存于）                                   | (VE) Venezuela Division 委內瑞拉分部 （页面存档备份，存于）                               |

## 制度
IVAO的管理制度如下：
- 常務大會：每一個非牟利組織成員都會在常務大會有一票投票權。它負責批准預算以及所有有關董事局成員的問題。

- 理事會： 理事會制定國際虛擬航空組織的目標和政策，規則和條例，並會負責任命負責日常運作的行政部成員。

- 日常管理-執行部： 這部門負責國際虛擬航空組織的日常行政運作。主要負責任命總部轄下的部門成員和各分部的主管/助理主管。此外，執行部還負責設立/廢除分部的決定和事宜, 伺服器管理員的任命和其他類似的事項。以上所有操作都必須遵守由理事會制定的政策,規則和條例。

- 日常運作-其他部門： 這是對國際虛擬航空組織其他部門的一個統稱。他們負責在各自的領域根據理事會的決議制定相關的規則。此外，他們還負責任何有關該部門的事宜。
- 全球各分部： 各分部負責執行由總部制定的政策，部門政策和"規則和條例"以及上級機構(包括董事局)的所有決議。分部主管或助理主管還要負責提名分部各部門成員以及各飛航情報區的主管及助理主管。

以東亞分部為例:                                                                                                       
東亞分部下轄:
- 會員部門 (Membership Dept)
- 活動部門 (Events Dept)
- 特殊飛行事務部門 (Special Operation Dept)
- 訓練部門 (Training Dept)
- 網路事務部門 (Web Dept)
- 各飛行情報區局長 (FIR Chiefs)

## 訓練
每個分部對訓練都有不同的標準和規則, 但一般來說教程都是利用ICAO文件第4444號:航空交通管理做為基礎, 再按當地航行資料匯編的規則進行改良

## 軟件

### 管制用軟件
Software - AURORA

### 飛行用軟件
Software - ALTITUDE

## 等級界定
下列是經由理事會在2022年10月23日的會議上通過的級別制度
註:這個等級制度並不代表管制員可實際上線的席位, 由於每分部都有不同上線規定以及最低級別要求, 所以此準則只可顯示該會員的管制水平以做參考。

### 管制員根據IVAO ATC Rank Documentation（页面存档备份，存于）
| Rating(等級)                                 | Requirements(要求)                               |
| -------------------------------------------- | ------------------------------------------------ |
| ATC Applicant (管制員申請人) (AS1)           | 一開始申請為管制員時的等級                       |
| ATC Trainee (訓練生) (AS2)                   | 上線超過10小時後的等級                           |
| Advanced ATC Trainee (高級訓練生) (AS3)      | 上線超過25小時後的等級以及須通過一次筆試         |
| Aerodrome Controller (塔台管制員) (ADC)      | 上線超過50小時以及須通過一次筆試及一次實踐試     |
| Approach Controller (終端雷達管制員) (APC)   | 上線超過100小時以及須通過一次筆試及一次實踐試    |
| Center Controller (區域航路管制員) (ACC)     | 上線超過200小時以及須通過一次筆試及一次實踐試    |
| Senior Controller (高級管制員) (SEC)         | 上線超過1000小時以及須通過一次筆試及一次實踐試   |
| Senior ATC Instructor (高級教官管制員) (SAI) | 為總部訓練部主管以及助理主管的等級，由理事會頒發 |
| Chief ATC Instructor (首席教官管制員) (CAI)  | 為總部訓練部主管以及助理主管的等級，由理事會頒發 |

### 飛行員根據 IVAO Pilot Rank Documentation（页面存档备份，存于）
| Rating(等級)                                   | Requirements(要求)                               |
| ---------------------------------------------- | ------------------------------------------------ |
| Basic Flight Student (基本訓練生) (FS1)        | 一開始申請為飛行員時的等級                       |
| Flight Student (飛行訓練生) (FS2)              | 上線超過10小時後的等級                           |
| Advanced Flight Student (高級飛行訓練生) (FS3) | 上線超過25小時後的等級以及須通過一次筆試         |
| Private Pilot (私人飛行員) (PP)                | 上線超過50小時以及須通過一次筆試及一次實踐試     |
| Senior Private Pilot (高級私人飛行員) (SPP)    | 上線超過100小時以及須通過一次筆試及一次實踐試    |
| Commercial Pilot (商業飛行員) (CP)             | 上線超過200小時以及須通過一次筆試及一次實踐試    |
| Airline Transport Pilot (航空運輸飛行員) (ATP) | 上線超過750小時以及須通過一次筆試及一次實踐試    |
| Senior Flight Instructor (高級飛行教官) (SFI)  | 為總部訓練部主管以及助理主管的等級，由理事會頒發 |
| Chief Flight Instructor (首席飛行教官) (CFI)   | 為總部訓練部主管以及助理主管的等級，由理事會頒發 |

## 外部連結
- 國際航空網路組織（页面存档备份，存于）
- 國際航空網路組織 - 香港分部 （页面存档备份，存于）
- 國際航空網路組織在比利時的註冊文件 （页面存档备份，存于）